# Chapelle de Lorette (monastère de Muri)
La chapelle de Lorette (en allemand : Loretokapelle) de l'ancien monastère de Muri dans le canton d'Argovie en Suisse, est un lieu de dévotion mariale, comme d'autres chapelles construites sur le modèle du sanctuaire de Lorette. Elle se trouve dans l'aile nord du cloître de l'ancienne abbaye bénédictine. Depuis 1970, elle sert de lieu de sépulture à la Maison de Habsbourg-Lorraine pour les descendants de l'ancienne dynastie de l'empire austro-hongrois.

## Histoire
La chapelle de Lorette a été construite à la fin du XVIIe siècle en l'honneur de la Sainte Maison de Lorette, sur ordre de l'abbé Plazidus Zurlauben et consacrée par lui le 19 mai 1698.

## Architecture

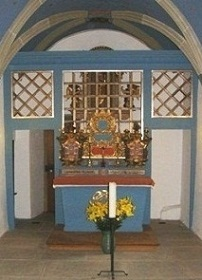
Autel de la Chapelle de Lorette

On pénètre dans la chapelle par l'accès sud de l'abbatiale. La tracerie gothique du cloître est particulièrement précieuse et ses vitraux remontent à la seconde moitié du XVIe siècle.
Le décor artistique de la chapelle est simple et sobre, avec ses ogives de pierre qui se détachent sur un plafond peint en bleu représentant le firmament. Les clés de voûte portent les armoiries de l'abbé et du couvent. L'autel possède un élégant cartouche. Derrière une grille de bois, quatre anges encadrent une statue de la Mère de Dieu, provenant des ateliers de sculpture de Johann Baptist Wickart.

## La caveau de la dynastie Habsbourg
Le monastère de Muri a été fondé en 1027 par Radbot de Habsbourg et son épouse Ita de Lorraine, à une trentaine de kilomètres du château de Habsbourg. Jusqu'en 1260, cinq générations successives y ont trouvé leur lieu de sépulture. Les liens du monastère avec la famille fondatrice se sont renoués en 1415, après la fin de la domination des Habsbourg, en Suisse. 
Dans un contexte de répression religieuse, le monastère de Muri a été fermé en janvier 1841. En 1845, les moines ont trouvé refuge à Bolzano, où ils ont fondé une nouvelle maison, l'abbaye de Muri-Gries.
En 1970, la famille de Habsbourg-Lorraine en exil a été invitée par les catholiques de la paroisse et de la commune de Muri à y trouver un lieu de sépulture pour le dernier empereur d'Autriche Charles Ier. Depuis la fin de la monarchie en 1918, l'accès aux nécropoles de la dynastie comme la crypte des Capucins à Vienne, était interdit à la famille.
Un accord sur l'accueil du caveau familial dans la chapelle de Lorette pour la dynastie de Habsbourg-Lorraine a été signé en mars 1970, à l'hospice du monastère, dans le cadre d'une cérémonie scellée. Le paragraphe III du contrat rédigé sur un parchemin manuscrit prévoit que « le droit à l'enterrement est limité à l'épouse du défunt empereur Charles Ier d'Autriche, à leurs descendants directs, ainsi qu'à leurs enfants », et ce « pour une durée illimitée ». Pour cela, l'espace de la chapelle a dû être repensé car aucune crypte n'existait jusque-là. L'archiduc Rodolphe († 2010) a signé le contrat au nom de la famille de Habsbourg pour la chapelle mortuaire de Muri, et l'ancien président et plus tard conseiller national Dr Leo Weber, a signé au nom des autorités civiles. En tant que témoins étaient présents le comte Paul Forni de Bolzano, le syndic Arthur Christen, et Karl Kron, du journal local, le Freischütz. Le département fédéral des Affaires étrangères a accepté cet accord dans le respect neutralité perétuelle de la Suisse.

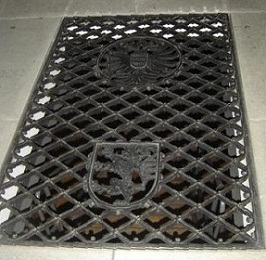
Accès à la Crypte

La crypte, sous la chapelle de Lorette, accueille actuellement un total de quatorze sépultures. L'accès est constitué d'une trappe sous la forme d'une grille en fer forgée dont le haut est marqué de l'emblème impérial de l'aigle bicéphale avec le blason autrichien. 
Depuis sa création, la crypte accueille régulièrement les membres de la famille de Habsbourg-Lorraine, à l'occasion d'une messe annuelle de requiem. L'ancienne impératrice Zita s'y rendait en pèlerinage  chaque année le 1er avril – jour anniversaire de la mort de son mari.

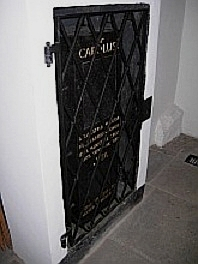
Stèle derrière l'autel de la Chapelle contenant les écrins des cœurs du couple impérial Charles Ier († 1922) et Zita († 1989) d'Autriche

Après la mort de Zita le 14 mars 1989, son corps a reposé près d'un mois et demi dans la chapelle de Lorette avant que, le 1er avril suivant, il soit translaté à la crypte des Capucins à Vienne, où étaient célébrés les funérailles de membres de l'ancienne cour d'Autriche-Hongrie. Le cœur de Zita est resté auprès de celui de son mari. Les deux écrins d'argent avec les cœurs du dernier couple impérial sont conservés derrière l'autel de la chapelle,. Les deux écrins portent l'inscription d'un chronogramme. Sur l'écrin du cœur de l'empereur Charles est inscrit «CAROLI AVSTRIAE DANSPERATORIS AC HVNGARIAE REGIS COR IN DEO QVJESCAT ». L'écrin du cœur de l'impératrice Zita porte l'inscription « ZITAE AVSTRIAE DANSPERATRICI, S, H, VNGARIAE REGINAE COR INSEPERABILITER CONIVGIS CORDI IVNGATVR».
Sur une stèle près de l'autel, on peut lire en allemand : « Plus pour vous que pour moi (en français dans le texte), derrière cet autel repose, désormais, en Dieu, la Paix, le cœur de sa majesté l'impératrice et reine Zita, princesse de Bourbon-Parme, née à Pianore le 9 mai 1892, heureuse dans le Seigneur, décédée le 14 mars 1989, réunie, après 67 ans de séparation avec le cœur de son époux le 1er avril 1922, décédé sur l'île de Madère, l'empereur Charles Ier d'Autriche, roi apostolique de Hongrie, roi de Bohême, de Croatie, de Galicie, de la Dalmatie, etc., etc. ». Sur les murs de la chapelle se trouvent d'autres inscriptions gravées dont la liste des noms de membres défunts de la famille.
Dans le cloître, à l'entrée de la chapelle de Lorette se trouve un buste de bronze du bienheureux Charles Ier, installé en 2004.

## Sépultures

### Stèles derrière l'autel de la chapelle
- Écrin du cœur de l'empereur Charles Ier († 1922). Son cœur a été translaté à la chapelle de Lorette en 1971, tandis que son corps reste inhumé en l'église Nossa Senhora do Monte à Madère.
- Écrin du cœur de l'impératrice Zita († 1989), épouse de Charles Ier, son cœur est conservé dans la chapelle de Lorette depuis 1989, mais son corps repose désormais dans la crypte des Capucins à Vienne.

### Sépultures de la crypte
- L'archiduchesse Xenia (née comtesse de Czernichew-Besobrasow, 1929-1968), première épouse de l'archiduc Rodolphe († 2010). Morte d'un accident de la route en 1971 à Bruges en Belgique.
- La comtesse Marie-Thérèse Sidonia de Korff, appelé Schmising-Kerssenbrock (1888-1973). De longue date, nourrice de la famille impériale, enterrée ici en hommage à sa fidélité (ainsi qu'avait été accueilli le tombeau de la comtesse Fuchs dans la crypte des Capucins).
- L'archiduc Jean (Jean-Carl Ludwig Clément Marie Joseph Marcus d'Aviano Léopold; né le 11 décembre 1962 à Bruxelles, mort le 29 juin 1975 à paris), fils de l'archiduc Rodolphe († 2010) et de Xenia († 1968).
- L'archiduc Robert (1915-1996), 3e fils de Charles Ier et de Zita.
- L'archiduchesse Anne-Eugénie (née duchesse d'Arenberg, 1925-1997), épouse de l'archiduc Félix († 2011).
- L'archiduc Rodolphe (1919-2010), 6e fils de Charles Ier et de Zita, mari de Xenia († 1973) et père de Jean († 1975).
- L'archiduc Félix (1916-2011), 4e fils de Charles Ier et de Zita, époux d'Anne-Eugénie.
- La princesse Margherita de Savoie-Aoste, veuve de l'archiduc Robert d'Autriche-Este, est la dernière à avoir été inhumée dans la chapelle, le 29 janvier 2022[15].

## Liens
- Notre-Dame de Lorette (édifices et lieux)
- Galerie d'images de la Crypte
- Illustrations de la Stèle (Grille fermée et ouverte)
- Photographie de la mise en bière de l'Impératrice Zitas dans la Chapelle de Lorette en mars 1989